# Virslīga 1929
L'edizione 1929 del Virslīga fu la 9ª del massimo campionato lettone di calcio; fu vinta dal Olimpija Liepāja, giunto al suo terzo titolo.

## Formula
Il campionato era disputato da cinque squadre che si incontrarono in turni di andata e ritorno, per un totale di otto incontri; erano previsti due punti per la vittoria, uno per il pareggio e zero per la sconfitta.

## Classifica finale
|                     | Pos. | Squadra          | Pt | G | V | N | P | GF | GS | DR  |
| ------------------- | ---- | ---------------- | -- | - | - | - | - | -- | -- | --- |
| Lettonia (bandiera) | 1.   | Olimpija Liepāja | 14 | 8 | 6 | 2 | 0 | 27 | 9  | +18 |
|                     | 2.   | RFK Riga         | 12 | 8 | 6 | 0 | 2 | 31 | 10 | +21 |
|                     | 3.   | Amatieris Riga   | 8  | 8 | 3 | 2 | 3 | 14 | 14 | +0  |
|                     | 4.   | ASK Rīga         | 4  | 8 | 1 | 2 | 5 | 14 | 25 | -11 |
|                     | 5.   | LSB Riga         | 2  | 8 | 1 | 0 | 7 | 6  | 34 | -28 |